# Leptoperla bubalus
Leptoperla bubalus är en bäcksländeart som beskrevs av Günther Theischinger 1980. Leptoperla bubalus ingår i släktet Leptoperla och familjen Gripopterygidae. Inga underarter finns listade i Catalogue of Life.